# Hatsumiyamairi

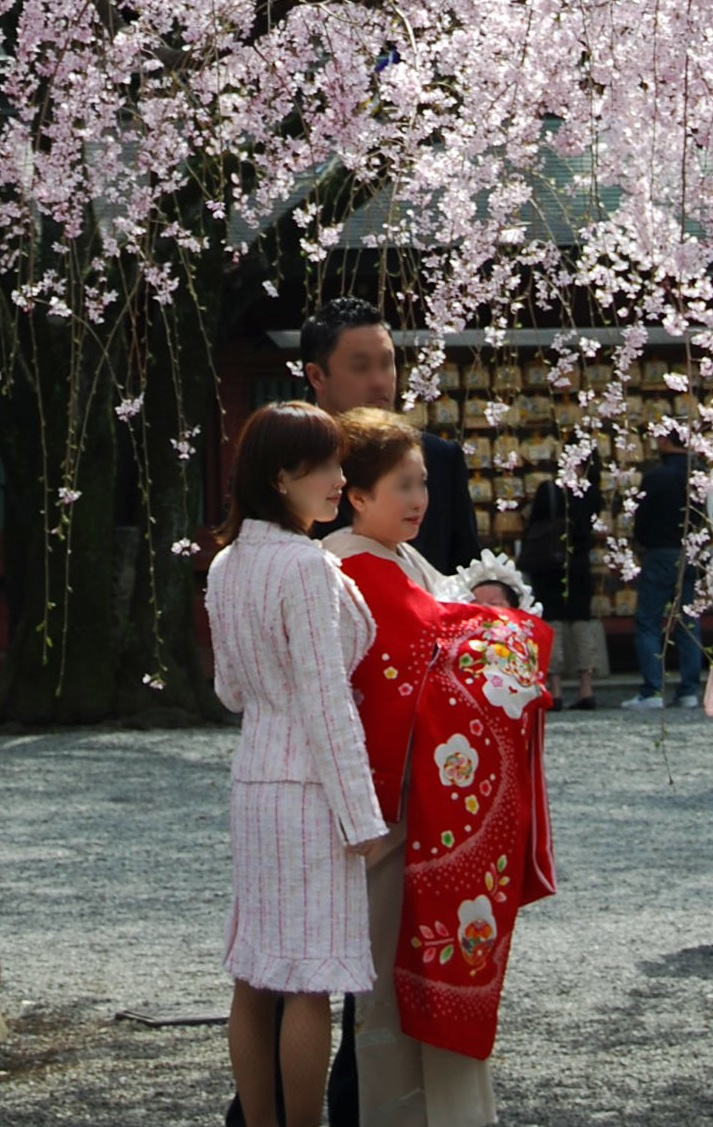
Hatsumiyamairi am Ōkunitama-Schrein in Fuchū, 2008

Hatsumiyamairi (jap. 初宮参り) bzw. Hatsumiyamōde (初宮詣, beides dt. „erster Schreinbesuch“) oder auch einfach nur (O-)Miyamairi ((お)宮参り, „Schreinbesuch“) bezeichnet im Shintō den ersten Besuch eines Neugeborenen in einem Shintō-Schrein.
Traditionell bringt ein weibliches Familienmitglied (meist in Begleitung eines weiteren weiblichen Familienmitglieds, obwohl in modernen Zeiten auch oft das Elternpaar diese Funktion ausübt) das Neugeborene zum nächstgelegenen Schrein. Der dortige Kami (oft der Ujigami der Familie) wird zur Schutzgottheit des Kindes, das im selben Zug zu einem Gemeindemitglied des Schreins wird.
Das Hatsumiyamairi findet für männliche Neugeborene am 32. Tag, für weibliche am 33. Tag nach der Geburt statt. Die Zeremonie ist damit die erste Shintō-Initiationszeremonie im Leben eines Menschen.